# Bjリーグ 2005-06
2005-06年のbjリーグをまとめたもの。2005年11月5日に開幕し、優勝チームは大阪エヴェッサとなった。

## 概要

### 参加チーム
| チーム名             | 都道府県 | 都市   | ホームアリーナ | 位置                                   | 座席数    | 観客数 （平均） |
| -------------------- | -------- | ------ | -------------- | -------------------------------------- | --------- | --------------- |
| 仙台89ERS            | 宮城県   | 仙台市 | 仙台市体育館   | 北緯38度13分4.5秒 東経140度52分8.6秒   | 5,733席   | 2,135人         |
| 新潟アルビレックスBB | 新潟県   | 新潟市 | 朱鷺メッセ     | 北緯37度54分54.6秒 東経139度6分18.1秒  | 約5,000席 | 3,008人         |
| 埼玉ブロンコス       | 埼玉県   | 所沢市 | 所沢市民体育館 | 北緯35度48分36秒 東経139度27分48.7秒   | 約4,300席 | 1,381人         |
| 東京アパッチ         | 東京都   | 渋谷区 | 有明コロシアム | 北緯35度39分59.3秒 東経139度41分54.7秒 | 10,000席  | 1,844人         |
| 大阪エヴェッサ       | 大阪府   | 大阪市 | なみはやドーム | 北緯34度35分30.8秒 東経135度30分41.6秒 | 約6,000席 | 2,130人         |
| 大分ヒートデビルズ   | 大分県   | 別府市 | ビーコンプラザ | 北緯33度16分58.9秒 東経131度29分13.3秒 | 3,925席   | 1,969人         |

| ※ | チーム名、チームカラーは当時のものを表示。                                                                                 |
| ※ | 仙台89ERS： 仙台エイティナイナーズ                                                                                         |
| ※ | 大阪チームは本来「大阪ディノニクス」として出場する予定だったが、スポンサーの意向で別運営会社となり、チーム名も変更された。 |
| ※ | 「ホーム観客数」： 2005-06シーズンのホームゲーム観客数                                                                     |

## ドラフト
| 巡 | 順位 | チーム | 選手       | 前所属                   | 備考 |
| -- | ---- | ------ | ---------- | ------------------------ | ---- |
| 1  | 1    | 大分   | 栗野譲     | オーエスジーフェニックス |      |
| 1  | 2    | 埼玉   | 安齋竜三   | 大塚商会アルファーズ     |      |
| 1  | 3    | 仙台   | 日下光     | 日本大学                 |      |
| 1  | 4    | 大阪   | 波多野和也 | 専修大学                 |      |
| 1  | 5    | 東京   | 仲西淳     | サンタモニカ大学         |      |
| 2  | 6    | 東京   | 牧ダレン聡 | 世田谷太子堂             |      |
| 2  | 7    | 大阪   | 中村友也   | 中央大学                 |      |
| 2  | 8    | 仙台   | 大西裕之   | エクセレンス             |      |
| 2  | 9    | 埼玉   | 清水耕介   | ケムニッツ99s            |      |
| 2  | 10   | 大分   | 鈴木裕紀   | 新潟                     |      |
| 3  | 11   | 大分   | 佐藤博紀   | 大塚商会アルファーズ     |      |
| 3  | 12   | 埼玉   | 原一希     | 日立電線ブルドッグス     |      |
| 3  | 13   | 仙台   | 斉藤恵一   | 宮田自動車               |      |
| 3  | 14   | 大阪   | 石橋晴行   | 大阪ディノニクス         |      |
| 4  | 15   | 大阪   | 太田和利   | 大阪ディノニクス         |      |
| 4  | 16   | 新潟   | 佐藤公威   | 新潟工業短期大学         |      |
| 4  | 17   | 仙台   | 吉田平     | 新潟A2                   |      |
| 4  | 18   | 埼玉   | 安藤毅     | さいたま                 |      |
| 4  | 19   | 大分   | 島袋脩     | 天理大学                 |      |
| 5  | 20   | 大分   | 君塚大輔   | 順天堂大学               |      |
| 5  | 21   | 埼玉   | 堀川竜一   | 富山グラウジーズ         |      |
| 5  | 22   | 仙台   | 佐藤真哉   | 宮城教員クラブ           |      |
| 5  | 23   | 新潟   | 寺下太基   | 新潟A2                   |      |
| 6  | 24   | 仙台   | 田中範昌   | 千葉バジャーズ           |      |
| 6  | 25   | 大分   | 三友康平   | 福太郎クラブ             |      |
| 7  | 26   | 大分   | 水町亮介   | 新潟A2                   |      |

## 開催内容

### 試合方式
- まず、レギュラーシーズンは、ホーム＆アウェーにより6チームが8回総当り40試合を行う。
- レギュラーシーズンで4位以内に入ったチームがプレイオフに進出する。
- プレイオフでは、3回戦制のファーストラウンドで1位チームと4位チーム、2位チームと3位チームが対戦し、先に2勝したチームが5回戦制のファイナルに進出する。そして、ファイナルで先に3勝したチームが優勝チームとなる。
  - 但し、2005-06年度の決勝ラウンドは日程的な問題から、準決勝2試合と3位決定戦及び決勝戦（各1試合ずつのみ）を2006年4月29日と30日に有明コロシアムで開催された。
- 優勝チーム以外の順位については、プレイオフファイナル敗戦チームが2位に、プレイオフファーストラウンド敗戦チームは当該チームのレギュラーシーズンの勝率等により3位と4位に、プレイオフに進出できなかったチームはレギュラーシーズンの勝率等により5位と6位になる。

### 開催実績
| チーム | 自治体     | アリーナ            | 座席数    | ホームゲーム観客数 | ホームゲーム観客数 | ホームゲーム観客数 | ホームゲーム観客数 | ホームゲーム観客数 |
| チーム | 自治体     | アリーナ            | 座席数    | 試合数             | 合計               | 平均               | 最大               | 最小               |
| ------ | ---------- | ------------------- | --------- | ------------------ | ------------------ | ------------------ | ------------------ | ------------------ |
| 仙台   | 仙台市     | 市体育館            | 5,733席   | 20                 | 42,700人           | 2,135人            | 5,280人            | 1,045人            |
| 仙台   | ホーム計   | ホーム計            | ホーム計  | 20                 | 42,700人           | 2,135人            | 5,280人            | 1,045人            |
| 新潟   | 新潟市     | 朱鷺メッセ          | 約5,000席 | 10                 | 人                 | 4,021人            | 4,394人            | 3,498人            |
| 新潟   | 新潟市     | 市東総合SC          | 3,120席   | 2                  | 人                 | 2,116人            | 2,158人            | 2,073人            |
| 新潟   | 長岡市     | 市厚生会館          | 席        | 4                  | 人                 | 1,887人            | 2,200人            | 1,579人            |
| 新潟   | 小千谷市   | 市総合体育館        | 席        | 2                  | 人                 | 1,502人            | 1,544人            | 1,459人            |
| 新潟   | 上越市     | リージョンプラザ    | 3476席    | 2                  | 人                 | 2,586人            | 2,711人            | 2,460人            |
| 新潟   | ホーム計   | ホーム計            | ホーム計  | 20                 | 60,160人           | 3,008人            | 4,394人            | 1,459人            |
| 埼玉   | 所沢市     | 市民体育館          | 約4,300席 | 11                 | 人                 | 1,563人            | 2,627人            | 1,003人            |
| 埼玉   | 春日部市   | ウイングハット      | 3584席    | 4                  | 人                 | 882人              | 1,528人            | 640人              |
| 埼玉   | さいたま市 | 市総合体育館        | 2954席    | 4                  | 人                 | 1,290人            | 2,038人            | 704人              |
| 埼玉   | 秩父市     | 市文化体育C         | 席        | 1                  | 人                 | 1751人             | 人                 | 人                 |
| 埼玉   | ホーム計   | ホーム計            | ホーム計  | 20                 | 27,620人           | 1,381人            | 2,027人            | 640人              |
| 東京   | 江東区     | 有明コロシアム      | 10,000席  | 20                 | 36,880人           | 1,844人            | 3,759人            | 1,053人            |
| 東京   | ホーム計   | ホーム計            | ホーム計  | 20                 | 36,880人           | 1,844人            | 3,759人            | 1,053人            |
| 大阪   | 門真市     | なみはやD（サブ）   | 約2,300席 | 12                 | 人                 | 1,836人            | 1,987人            | 1,509人            |
| 大阪   | 門真市     | なみはやD（メイン） | 約6,000席 | 2                  | 人                 | 3,742人            | 4,190人            | 3,294人            |
| 大阪   | 堺市       | 金岡公園体育館      | 3540席    | 2                  | 人                 | 2,259人            | 2,503人            | 2,014人            |
| 大阪   | 東大阪市   | 東大阪アリーナ      | 席        | 2                  | 人                 | 2,092人            | 2,266人            | 1,918人            |
| 大阪   | 守口市     | 市民体育館          | 約3,000席 | 2                  | 人                 | 2,187人            | 2,352人            | 2,022人            |
| 大阪   | ホーム計   | ホーム計            | ホーム計  | 20                 | 42,600人           | 2,130人            | 4,190人            | 1,509人            |
| 大分   | 別府市     | べっぷアリーナ      | 3,738席   | 14                 | 人                 | 1,680人            | 2,666人            | 1,235人            |
| 大分   | 別府市     | ビーコンプラザ      | 3,925席   | 6                  | 人                 | 2,084人            | 3,058人            | 1,413人            |
| 大分   | ホーム計   | ホーム計            | ホーム計  | 20                 | 39,380人           | 1,969人            | 3,058人            | 1,235人            |
| 総計   | 総計       | 総計                | 総計      | 120                | 249,340人          | 2,078人            | 5,280人            | 640人              |

※ホームコートは「太字」で表す。ホームゲームの開催数が多いコートを一番上に記載。

### プレイオフ
2005-06年度のプレイオフは日程的な問題から、準決勝2試合と3位決定戦及び決勝戦（各1試合ずつのみ）を2006年4月29日と30日に有明コロシアムで開催された。当初は幕張メッセで行う予定だった。
主催：株式会社日本プロバスケットボールリーグ・株式会社フジテレビジョン
特別協賛：スポルディング
スコアテーブル
| 対戦           | 勝者                 | スコア | 敗者                 |
| -------------- | -------------------- | ------ | -------------------- |
| セミファイナル | 大阪エヴェッサ       | 79-76  | 仙台89ERS            |
| セミファイナル | 新潟アルビレックスBB | 79-68  | 東京アパッチ         |
| 3位決定戦      | 東京アパッチ         | 93-88  | 仙台89ERS            |
| 決勝戦         | 大阪エヴェッサ       | 74-64  | 新潟アルビレックスBB |

結果
| 優勝チーム     | 準優勝チーム         |
| -------------- | -------------------- |
| 大阪エヴェッサ | 新潟アルビレックスBB |

### 最終順位
レギュラーシーズン最終順位
| 順位 | チーム名             | 成績     | 勝率  | ゲーム差 | 得点 | 失点 | 得失点差 |
| ---- | -------------------- | -------- | ----- | -------- | ---- | ---- | -------- |
| 1位  | 大阪エヴェッサ       | 31勝09敗 | 0.775 | 0.0      | 84.6 | 74.4 | +10.2    |
| 2位  | 新潟アルビレックスBB | 29勝11敗 | 0.725 | 2.0      | 79.7 | 71.7 | +8.0     |
| 3位  | 東京アパッチ         | 20勝20敗 | 0.500 | 9.0      | 84.4 | 84.5 | -0.1     |
| 4位  | 仙台89ERS            | 18勝22敗 | 0.450 | 2.0      | 75.1 | 79.5 | -4.4     |
| 5位  | 大分ヒートデビルズ   | 15勝25敗 | 0.375 | 3.0      | 80.3 | 84.3 | -4.0     |
| 6位  | 埼玉ブロンコス       | 07勝33敗 | 0.175 | 8.0      | 71.5 | 81.0 | -9.5     |

シーズン最終順位
| 順位 | チーム名             |
| ---- | -------------------- |
| 1位  | 大阪エヴェッサ       |
| 2位  | 新潟アルビレックスBB |
| 3位  | 東京アパッチ         |
| 4位  | 仙台89ERS            |
| 5位  | 大分ヒートデビルズ   |
| 6位  | 埼玉ブロンコス       |

## 表彰

### 最優秀選手
- リン・ワシントン（大阪エヴェッサ）

### ベスト5
- ガード：マット・ロティック（大阪エヴェッサ）・鈴木裕紀（大分ヒートデビルズ）
- フォワード：マイケル・ジャクソン（仙台89ERS）・ウィリアム・ピペン（東京アパッチ）
- センター：ニック・デービス（新潟アルビレックスBB）

### 個人タイトル
- 最多得点：ジョン・ハンフリー（東京アパッチ）1試合平均23.2点
- 最多アシスト：マット・ロティック（大阪エヴェッサ）1試合平均4.4本
- 最多リバウンド：ニック・デービス（新潟アルビレックスBB）1試合平均15.5本
- 最多スティール：ジャック・ハートマン（大分ヒートデビルズ）1試合平均2.0本
- 最多ブロックショット：ジェフ・ニュートン（大阪エヴェッサ）1試合平均2.7本
- 最高3ポイント成功率：鈴木裕紀（大分ヒートデビルズ）成功率43.7％
- 最高フリースロー成功率：青木康平（東京アパッチ）成功率86.4％

### その他
- 最優秀コーチ：天日謙作（大阪エヴェッサ）
- 最優秀レフリー：ティム・グリーン
- ベストブースター：埼玉ブロンコス ブースター